# Albertus van Beest

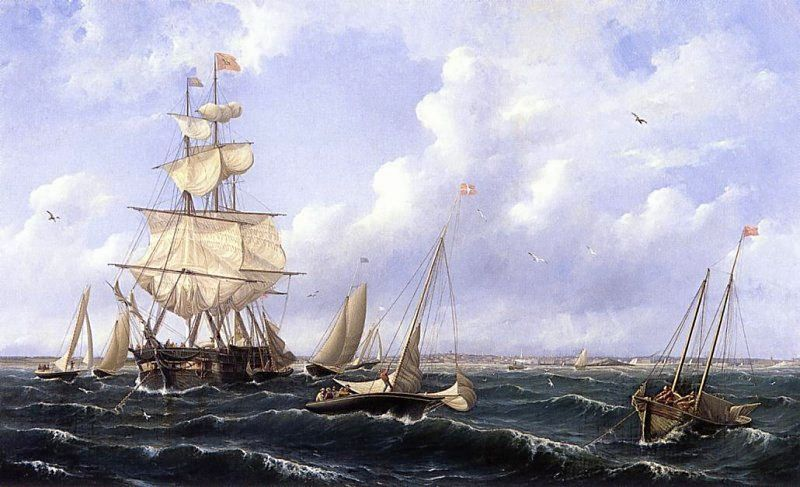
Schifffahrt im Hafen
von New Bedford

Albertus van Beest (* 13. Juni 1820 in Rotterdam; † 8. August 1860 in New York City) war ein niederländischer Marinemaler, Zeichner sowie Lithograf.
Van Beest war Schüler von Jan Hendrik van de Laar (1807–1874) und später von Johan Hendrik Louis Meijer (1809–1866). In seiner Jugend zog es ihn zum Leben des Seemanns.
Der Bruder des Königs Willem III., Prinz Hendrik, lud ihn 1843 zu einer dreijährigen Reise nach Niederländisch-Indien; später ging er nach den Vereinigten Staaten, wo er in Boston und New York lebte und arbeitete.
Er malte hauptsächlich Seestücke, auch einige Landschaften mit Tieren. Er schuf hauptsächlich Zeichnungen und nur wenige Ölbilder, hat auch lithographiert.
Zu seinen Schülern gehörten Robert Swain Gifford (1840–1905) und William Bradford (1823–1892).